# پوگرادتس
پوگرادتس شهری در جنوب شرقی کشور آلبانی در ساحل دریاچه اوهرید و مرکز استانی به همین نام